# Los cautivos (película)
Los cautivos es un western estadounidense de 1957 dirigido por Budd Boetticher y protagonizado por Randolph Scott, Richard Boone y Maureen O'Sullivan.
El guion de la película fue adaptado por Burt Kennedy a partir de un relato corto del mismo nombre escrito por Elmore Leonard.
En el año 2000, Los cautivos fue seleccionada para ser preservada en The United States National Film Registry por la Biblioteca del Congreso.

## Argumento
Pat Brennan (Randolph Scott) es un antiguo cowboy que ha decidido establecerse por su cuenta en una granja. Apuesta con su antiguo jefe la posibilidad de ganar un toro si logra montar al que elija. Pierde la apuesta y su caballo, y en su retorno a pie hasta la granja se topa con la diligencia que conduce su amigo Ed (Arthur Hunnicutt), ocupada por el reciente y poco convincente matrimonio formado por Doretta (Maureen O'Sullivan), hija de un rico hacendado, y el antipático y atildado Willard (John Hubbard). Por el camino, un grupo de bandidos atacará la diligencia, tomando a los ocupantes como cautivos para pedir un cuantioso rescate.

## Reparto
- Randolph Scott: Pat Brennan
- Richard Boone: Frank Usher
- Maureen O'Sullivan: Doretta Mims
- Arthur Hunnicutt: Ed Rintoon
- Skip Homeier: Billy Jack
- Henry Silva: Chink
- John Hubbard: Willard Mims
- Robert Burton: Tenvoorde
- Fred Sherman: Hank Parker
- Christopher Olsen: Jeff